# Laguna Seca, Oaxaca
Laguna Seca är en ort i Mexiko.   Den ligger i kommunen San Pedro Pochutla och delstaten Oaxaca, i den sydöstra delen av landet, 500 km sydost om huvudstaden Mexico City. Laguna Seca ligger 163 meter över havet och antalet invånare är 602.
Terrängen runt Laguna Seca är kuperad söderut, men norrut är den platt.  Närmaste större samhälle är San Pedro Pochutla, 1,0 km norr om Laguna Seca. 